# Партизанска ескадрила
Партизанска ескадрила је југословенски филм из 1979. године. Режирао га је Хајрудин Крвавац, а сценарио су написали Ђорђе Лебовић и Миљенко Смоје. Главне улоге тумаче Беким Фехмију, Велимир Бата Живојиновић и Љубиша Самарџић.

## Кратак садржај
У пролеће 1942. године, је немачко ваздухопловство имало потпуну превласт, не само на небу Југославије, него и скоро над целом Европом. Партизани су у то време имали авионе које су као и остало оружје отимали од непријатеља. Ово је филм о стварању партизанске авијације и њеним првим борбама.
Прича о стварним догађајима и људима који су чинили оно што је изгледало немогуће: стварали југославенско ратно ваздухопловство у доба апсолутне немачке превласти у ваздуху и највеће моћи немачког Трећег рајха. За време треће непријатељске офанзиве, 1942. године, на авионима различитог типа који су отети од Немаца, ови људи повели су неравноправну ваздушну борбу, задајући непријатељу ударце тамо гдје је мислио да је нерањив, тиме дајући допринос укупној победи.
Партизански аеродром приказан на филму налазио се на Меденом Пољу, недалеко од Босанског Петровца.

## Улоге
| Глумац              | Улога                                   |
| ------------------- | --------------------------------------- |
| Беким Фехмиу        | Мајор Драган                            |
| Велимир Живојиновић | Вук Алексић                             |
| Љубиша Самарџић     | Жарко Черовић                           |
| Радош Бајић         | Далибор Павић                           |
| Радко Полич         | Лудвиг Клауберг                         |
| Бранко Плеша        | Пуковник Фон Норден                     |
| Фарук Беголи        | Поручник Беговић                        |
| Бранко Ђурић        | Славен Ледић                            |
| Јорданчо Чевревски  | Зеко                                    |
| Злата Петковић      | Јелена                                  |
| Аљоша Вучковић      | Борис Косјир                            |
| Љуба Тадић          | Партизански командант                   |
| Петер Карстен       | Немачки генерал                         |
| Драгомир Фелба      | Деда                                    |
| Деметер Битенц      | Пуковник Шлитен                         |
| Војин Кајганић      | Потпоручник Валдман                     |
| Руди Алвађ          | Немачки наредник                        |
| Зденко Јелчић       | Капетан Орловић                         |
| Драган Јовичић      | Златко Ковачић                          |
| Миодраг Брезо       | Партизан                                |
| Кирил Псалтиров     |                                         |
| Здравко Биоградлија | Заповедник немачке минобацачке батерије |
| Жарко Мијатовић     | Партизан                                |
| Јозо Лепетић        | Илегалац с аеродрома                    |
| Рамиз Секић         | Немац из авиоцентра                     |
| Маринко Шебез       | Томислав Узелац                         |
| Златко Мартинчевић  | Партизански командир                    |
| Миодраг Кривокапић  | Милан Стојнић                           |
| Драгомир Станојевић | Рањеник                                 |
| Суада Ахметашевић   | Миља                                    |
| Срђан Илић          | Пилот                                   |
| Вања Албахари       |                                         |
| Тони Пехар          | Лампе                                   |
| Драган Стипић       | Симо                                    |
| Глорија Самара      |                                         |